# Altitude Film Distribution
Altitude Film Distribution — британский кинодистрибьютор, входит в состав Altitude Film Entertainment. Основан в 2012 году учредителем Optimum Releasing Уиллом Кларком. Подразделения Altitude Film Entertainment отвечают за производство, финансирование, международные продажи и дистрибуцию кинопродукции.

## История
Первым релизом Altitude Film Distribution стал документальный фильм «В двадцати шагах от славы», получивший в 2014 году «Оскар»; за ним последовали «Станция „Фрутвейл“» и «Добро пожаловать в Нью-Йорк» Абеля Феррары. В 2015 году Altitude выпустила в прокат картину Айры Сакса «Любовь — странная штука», байопик «Эми» режиссёра Асифа Кападия о британской певице Эми Уайнхаус, шпионский триллер «Призраки: Лучшая участь» и научно-фантастический фильм «Наркополис». В 2016 году компания прокатывала в кинотеатрах ленту «Большой Вавилон», рассказывающую о жизни московского Большого театра. 27 апреля 2016 года стало известно, что Altitude вместе с лауреатом «Оскара» Кевином Макдональдом работает над документальным фильмом об Уитни Хьюстон, который вышел в 2018 году.
В 2023 году Altitude организовала в Великобритании ограниченный кинопрокат для инди-слэшера «Винни-Пух: Кровь и мёд» с Николаем Леоном, Крейгом Дэвидом Даусеттом и Крисом Корделлом в главных ролях и одобренного кинокритиками документального фильма «Уэм!», посвящённого знаменитому английскому поп-дуэту Джорджа Майкла и Эндрю Риджли. В 2024 году студия выпустила на экраны «Винни-Пух: Кровь и мёд 2», сиквел ленты 2023 года.

## Фильмография
Избранные кинорелизы
| Фильм                            | Режиссёр                       | Релиз            |
| -------------------------------- | ------------------------------ | ---------------- |
| В двадцати шагах от славы        | Морган Невилл                  | 28 марта 2014    |
| Станция «Фрутвейл»               | Райан Куглер                   | 6 июня 2014      |
| Обещание                         | Патрис Леконт                  | 1 августа 2014   |
| Добро пожаловать в Нью-Йорк      | Абель Феррара                  | 8 августа 2014   |
| Любовь — странная штука          | Айра Сакс                      | 13 февраля 2015  |
| Белая птица в метели             | Грегг Араки                    | 6 марта 2015     |
| Призраки: Лучшая участь          | Бхарат Наллури                 | 8 мая 2015       |
| Французский транзит              | Седрик Хименес                 | 29 мая 2015      |
| Эми                              | Асиф Кападия                   | 3 июля 2015      |
| Наркополис                       | Джастин Трефгарн               | 29 сентября 2015 |
| Что делали наши отцы             | Дэвид Эванс                    | 6 ноября 2015    |
| Большой Вавилон                  | Ник Рид                        | 8 января 2016    |
| Лунный свет                      | Барри Дженкинс                 | 17 февраля 2017  |
| Проект «Флорида»                 | Шон Бейкер                     | 10 ноября 2017   |
| Нелюбовь                         | Андрей Звягинцев               | 24 января 2018   |
| Уитни                            | Кевин Макдональд               | 6 июля 2018      |
| Мы — монстры                     | Хольгер Таппе                  | 2 марта 2018     |
| Мэри и ведьмин цветок            | Хиромаса Ёнэбаяси              | 15 мая 2018      |
| Финальный счёт                   | Скотт Манн                     | 4 сентября 2018  |
| Чёрный 47-й                      | Лэнс Дейли                     | 28 сентября 2018 |
| Ужасные истории: Древние римляне | Доминик Бригсток               | 26 июля 2019     |
| Маленькие чудовища               | Эйб Форсайт                    | 15 ноября 2019   |
| Настоящий Чарли Чаплин           | Джеймс Миддлтон, Джеймс Спинни | 18 февраля 2022  |
| Грустная Джин                    | Джорджия Оукли                 | 10 февраля 2023  |
| Винни-Пух: Кровь и мёд           | Рис Фрейк-Уотерфилд            | 15 февраля 2023  |
| Уэм!                             | Крис Смит                      | 27 июня 2023     |
| Винни-Пух: Кровь и мёд 2         | Рис Фрейк-Уотерфилд            | 7 июня 2024      |

Цифровые релизы
| Фильм                          | Режиссёр                        |
| ------------------------------ | ------------------------------- |
| Вирус                          | Ким Сон-су                      |
| Секс-плёнка                    | Бернард Роуз                    |
| Дракула 3D                     | Дарио Ардженто                  |
| Все болельщицы умрут           | Лаки Макки, Крис Сивертсон      |
| Айсберг Слим: Портрет сутенёра | Хорхе Инохоса                   |
| Somm                           | Джейсон Уайз                    |
| Наркокультура                  | Шол Шварц                       |
| Мучение                        | Джордан Баркер                  |
| Ангар 10                       | Дэниел Симпсон                  |
| Дрю: Человек за плакатом       | Эрик Шарки                      |
| Зомби в массовой культуре      | Александр О. Филипп             |
| Волки                          | Дэвид Хейтер                    |
| Суперфорсаж!                   | Джейсон Фридберг, Аарон Зельцер |
| Кольт 45                       | Фабрис Дю Вельц                 |
| Мёртвые 2: Индия               | Ховард Джей Форд, Джонатан Форд |
| Бойцовский клуб зомби          | Джо Цянь                        |
| Матч жизни                     | Яков Седлар, Доминик Седлар     |

## Altitude Film Entertainment
Altitude Film Entertainment — британская кинокомпания. В её состав входят Altitude Film Production (управляемая Уиллом Кларком и Энди Мейсоном); Altitude Film Sales (возглавляемая Майком Ранагэллом); и Altitude Film Distribution.
21 февраля 2020 года компания 30West выкупила миноритарную долю в Altitude Film Entertainment. 4 марта того же года в рамках Altitude образовалось подразделение Altitude Factual, ответственное за создание документальных фильмов о естествознании.